# Mirosław Wachowski
Mirosław Stanisław Wachowski (ur. 8 maja 1970 w Piszu) – polski duchowny rzymskokatolicki, dyplomata watykański.

## Życiorys
15 czerwca 1996 otrzymał święcenia kapłańskie z rąk biskupa Wojciecha Ziemby i został inkardynowany do diecezji ełckiej. W 2002 rozpoczął przygotowanie do służby dyplomatycznej na Papieskiej Akademii Kościelnej.
W 2004 rozpoczął służbę w dyplomacji watykańskiej. Pracował kolejno jako sekretarz nuncjatur: w Senegalu (2004–2007), przy OBWE w Wiedniu (2007–2011) oraz w Polsce (2011–2015). W 2015 został pracownikiem Sekcji ds. Relacji z Państwami w Sekretariacie Stanu Stolicy Apostolskiej.
24 października 2019 został mianowany przez papieża Franciszka podsekretarzem w Sekcji ds. Relacji z Państwami. Zastąpił na tym stanowisku prałata Antoine'a Camilleriego, mianowanego nuncjuszem apostolskim.

## Odznaczenia
- Oficer Orderu Gwiazdy Rumunii – Rumunia, 2020[1]